# 勒塔吕
勒塔吕（法語：Le Tallud，法語發音：[lə taly]）是法国德塞夫勒省的一个市镇，属于帕尔特奈区。

## 地理
勒塔吕（46°37'51"N, 0°17'48"W）面积19.22 平方千米，位于法国新阿基坦大区德塞夫勒省，该省份为法国西部内陆省份，北起曼恩-卢瓦尔省，西接旺代省，南至夏朗德省和滨海夏朗德省，东临维埃纳省。
与勒塔吕接壤的市镇（或旧市镇、城区）包括：图埃河畔阿宰、图埃河畔沙蒂永、帕爾特奈、蓬派尔、圣欧班勒克卢、圣帕尔杜-苏捷。

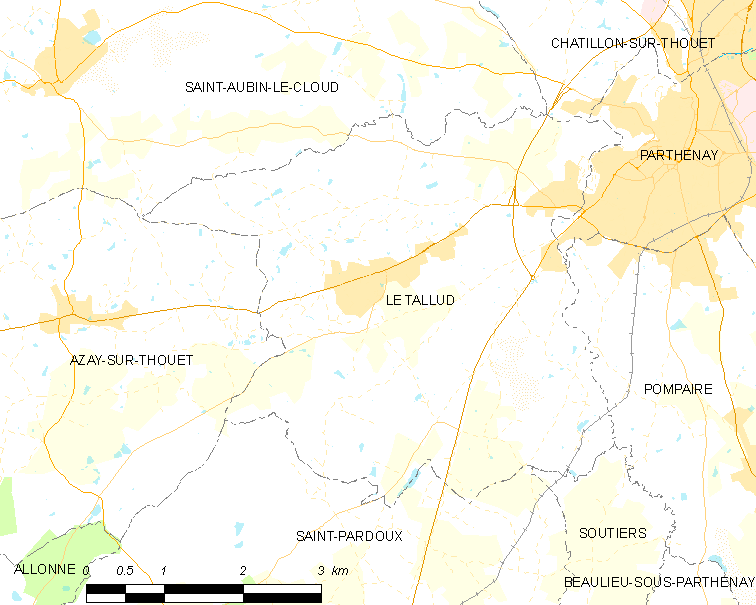
勒塔吕的OSM定位图

勒塔吕的时区为UTC+01:00、UTC+02:00（夏令时）。

## 行政
勒塔吕的邮政编码为79200，INSEE市镇编码为79322。

## 政治
勒塔吕所属的省级选区为帕尔特奈县。

## 人口

1962-2008年间勒塔吕人口变化图示

勒塔吕于2022年1月1日时的人口数量为1972人。